# Like a Rolling Stone (фільм)
«Like a Rolling Stone» (яп. 棒の哀しみ, Bo no Kanashimi) — японський фільм 1994 року режисера Тацумі Кумаширо.

## Нагороди
- 37-ма церемонія нагородження Блакитна стрічка

## Зноски
1. 1 2 3  Person Profile // Internet Movie Database — 1990.